# ابواسحاق شطرنجی
ابواسحاق، ابراهیم بن محمّد بغدادی شهرت‌یافته به ابواسحاق شطرنجی همچنین به ابن اقلیدسی (؟ -۹۴۲م) (نسب: ابراهیم بن محمد بن صالح) شطرنج‌باز و نویسنده عراقی بود. منصوبات الشطرنج اثر برجستهٔ اوست و در این رشته، سرآمد بوده است.